# Pierre Colmez
Pour les articles homonymes, voir Colmez.
Pierre Colmez est un mathématicien et un joueur de go français né le 19 août 1962.
Ancien étudiant de John Coates, il fait partie d'un groupe de mathématiciens français (avec par exemple son aîné Jean-Marc Fontaine et son cadet Laurent Berger) qui travaille sur les représentations, en particulier le lien entre représentations p-adiques et représentations galoisiennes, et dont les résultats s'inscrivent dans le vaste programme de Langlands. 
Il est lauréat du prix Gabrielle-Sand en 1999 « pour ses travaux d'analyse p-adique ». En 2005, il a reçu le prix Fermat pour « ses contributions à l’étude des fonctions L et des représentations galoisiennes p-adiques ». Il a reçu le prix Léonid-Frank en 2016 « pour ses résultats sur la partie arithmétique de la théorie de Hodge p-adique (...)  et dans la partie géométrique de cette théorie ».
Entre 1982 et 2002, il a été quatre fois champion de France de go et neuf fois vice-champion, ainsi que vice-champion d'Europe en 1984, vainqueur du tournoi de go de Bruxelles en 1985 et en 1987, 3e du tournoi de go de Paris en 1994 et 4e en 1996. Il a représenté la France à cinq reprises au championnat du monde amateur, se classant en particulier 6e en 1984.

## Publications
- Éléments d’analyse et d’algèbre (et de théorie des nombres), Palaiseau, Les Éditions de l’École polytechnique, 2012, 2e éd., xvii + 657 (ISBN 978-2-7302-1587-9, zbMATH 1285.00001) (issu du cours donné par l'auteur à l'École polytechnique).